# Хацьківська сільська рада
Хацькі́вська сільська́ ра́да — адміністративно-територіальна одиниця та орган місцевого самоврядування в Черкаському районі Черкаської області. Адміністративний центр — село Хацьки.

## Загальні відомості
- Населення ради: 3 105 осіб (станом на 2001 рік)

## Населені пункти
Сільській раді підпорядковані населені пункти:
- с. Хацьки

## Склад ради
Рада складається з 20 депутатів та голови.
- Голова ради: Чекаленко Ігор Миколайович
- Секретар ради: Невгод Інна Миколаївна

### Керівний склад попередніх скликань
| Прізвище, ім'я, по батькові | Основні відомості                                                                        | Дата обрання | Дата звільнення |
| --------------------------- | ---------------------------------------------------------------------------------------- | ------------ | --------------- |
| Брижатий Павло Якимович     | Сільський голова, 1951 року народження, член Української республіканської партії «Собор» | 26.03.2006   | 31.10.2010      |
| Чекаленко Ігор Миколайович  | Сільський голова, 1964 року народження, освіта вища, безпартійний                        | 31.10.2010   |                 |

Примітка: таблиця складена за даними сайту Верховної Ради України

### Депутати
За результатами місцевих виборів 2010 року депутатами ради стали:

#### За суб'єктами висування
| Суб'єкт висування                                       | Кількість обраних депутатів | %  |
| ------------------------------------------------------- | --------------------------- | -- |
| Самовисування                                           | 17                          | 85 |
| Політична партія Всеукраїнське об'єднання «Батьківщина» | 3                           | 15 |

#### За округами
| № округу                                                | Прізвище, ім'я, по батькові       | Дата визнання обраним | Освіта             | Партійна приналежність           | Відомості про обраного депутата                                        |
| ------------------------------------------------------- | --------------------------------- | --------------------- | ------------------ | -------------------------------- | ---------------------------------------------------------------------- |
| Політична партія Всеукраїнське об'єднання «Батьківщина» |                                   |                       |                    |                                  |                                                                        |
| 6                                                       | Крилова Лариса Володимирівна      | 01.11.2010            | середня спеціальна | позапартійна                     | приватний підприємець                                                  |
| 15                                                      | Мирошніченко Микола Борисович     | 01.11.2010            | вища               | позапартійний                    | Національна горілчана компанія                                         |
| 20                                                      | Бучак Ганна Борисівна             | 01.11.2010            | середня спеціальна | позапартійна                     | приватний підприємець                                                  |
| Самовисування                                           |                                   |                       |                    |                                  |                                                                        |
| 1                                                       | Дуброва Оксана Петрівна           | 01.11.2010            | вища               | позапартійна                     | Хацьківська сільська рада, бухгалтер                                   |
| 2                                                       | Скляренко Ніна Тимофіївна         | 01.11.2010            | вища               | позапартійна                     | Хацьківська сільська рада, інженер-землевпорядник                      |
| 3                                                       | Синельник Юрій Олександрович      | 01.11.2010            | середня спеціальна | позапартійний                    | тимчасово не працює                                                    |
| 4                                                       | Мигаль Світлана Борисівна         | 01.11.2010            | вища               | позапартійна                     | Районне споживче товариство, завідував магазином                       |
| 5                                                       | Мигаль Галина Леонтіївна          | 01.11.2010            | вища               | позапартійна                     | Провідник, укрзалізниця                                                |
| 7                                                       | Шпак Микола Олександрович         | 01.11.2010            | вища               | позапартійний                    | пенсіонер                                                              |
| 8                                                       | Макаренко Марина Анатоліївна      | 01.11.2010            | вища               | позапартійна                     | ДНЗ «Берізка», завідувач                                               |
| 9                                                       | Онисенко Віктор Миколайович       | 01.11.2010            | середня            | позапартійний                    | тимчасово не працює                                                    |
| 10                                                      | Буюновська Любов Андріївна        | 01.11.2010            | вища               | позапартійна                     | Степанківська загальноосвітня школа, вчитель                           |
| 11                                                      | Мирошніченко Станіслав Васильович | 01.11.2010            | вища               | позапартійний                    | КРУ, ревізор                                                           |
| 12                                                      | Носов Микола Борисович            | 01.11.2010            | вища               | член Української Народної Партії | Хацьківська загальноосвітня школа, вчитель                             |
| 13                                                      | Шпак Наталія Миколаївна           | 01.11.2010            | вища               | позапартійна                     | Хацьківська сільська рада, спеціаліст по субсидіям                     |
| 14                                                      | Семенюк Микола Анатолійович       | 01.11.2010            | середня спеціальна | член Партії регіонів             | «Металопласт сервіс»                                                   |
| 16                                                      | Полудень Галина Миколаївна        | 01.11.2010            | вища               | позапартійна                     | Хацьківська загальноосвітня школа, вчитель                             |
| 17                                                      | Ключка Тетяна Миколаївна          | 01.11.2010            | вища               | позапартійна                     | Хацьківська загальноосвітня школа, вчитель                             |
| 18                                                      | Синельник Ірина Анатоліївна       | 16.01.2011            | вища               | член Партії регіонів             | тимчасово не працює                                                    |
| 19                                                      | Негода Тетяна Миколаївна          | 01.11.2010            | вища               | член Партії регіонів             | Хацьківська сільська рада, інспектор паспортного та військового обліку |